# Danny McFarlane
Danny McFarlane, född den 14 februari 1972 är en jamaicansk friidrottare som nådde framgångar i häcklöpning och i medeldistanslöpning.
McFarlane etablerade sig i världseliten i mitten av 1990-talet, först på 400 meter slätt och sedan 400 meter häck. Hans första VM var 1995 i Göteborg där han blev utslagen i semifinalen på 400 meter. I stafett på 4 x 400 meter var han med och vann silver. 
Han studerade i USA och tävlade då för University of Oklahomas friidrottssektion Sooners.
Vid VM två år senare blev det en bronsmedalj i den långa stafetten. På VM 1999 i Sevilla blev han återigen utslagen i semifinalen på 400 meter men Jamaica blev silvermedaljörer i stafett. Ursprungligen slutade laget på tredje plats men då USA blev diskvalificerade i efterhand fick laget silvermedaljer. 
McFarlane deltog vid Olympiska sommarspelen 2000 i Sydney där han slutade åtta i finalen på 400 meter. I stafett blev det återigen en medalj, men denna gång bara en bronsmedalj. På VM 2001 deltog han bara i stafettlaget som blev återigen bronsmedaljörer. 
Inför VM 2003 valde han att byta gren till 400 meter häck och han slutade som fyra i finalen. I stafett blev det återigen en medalj denna gången en silvermedalj. Vid Olympiska sommarspelen 2004 kom så McFarlanes första individuella mästerskapsmedalj när han blev tvåa på 400 meter häck efter Felix Sanchez. VM 2005 blev en besvikelse för McFarlane som blev utslagen i semifinalen. Vid VM 2007 i Osaka slutade han femma och vid hans tredje olympiska start på OS 2008 i Peking slutade han fyra. 
Han avslutade karriären 2012 för att satsa på tränaryrket och fortsätta arbeta inom mentalvården på Integris Hospital i Spencer, Oklahoma.